# Neoathyreus peckorum
Neoathyreus peckorum es una especie de coleóptero de la familia Geotrupidae.

## Distribución geográfica
Habita en Colombia.